# Roar (песма)
Roar је песма америчке певачице Кејти Пери са њеног четвртог студијски албум, Prism (2013). Објављена је 10. августа 2013. године као водећи сингл. Написали су је Пери и Бони Маки заједно са њеним музичким продуцентима Др Луком, Максом Мартином и Cirkut-ом. Roar је поп песма која садржи елементе арена рока, а текст се фокусира на залагање за себе и самооснаживање.
Како би промовисао песму, Кејти је наступала под Бруклинским мостом на крају доделе MTV музичке награде, на The X Factor-у у Аустралији, у Сиднејској опери крајем октобра 2013. и у немачкој телевизијској емисији Schlag den Raab. Грејди Хол и Марк Кудси режирали су музички спот, у којем Пери покушава да се прилагоди џунгли и да припитоми тигра, након што је преживела авионску несрећу. Иако је песма добила мешовите критике, била је номинована за „песму године” и „најбољу самосталну изведбу поп песме” на 56. додели награде Греми.
Песма је остварила комерцијални успех, достигавши на рекордне листе у Аустралији, Аустрији, Канади, Ирској, Израелу, Либану, Новом Зеланду, Шкотској, Словенији, Јужној Кореји, Великој Британији и Сједињеним Америчким Државама. До краја 2013. Roar је продат у више од 9,9 милиона примерака широм света, према подацима Међународне федерације фонографске индустрије. Сингл је продат у преко 6 милиона примерака у САД-у, преко милион у Великој Британији и био је најпродаванији сингл у Аустралији 2013. године са 560.000 продатих примерака у току године. Када је Roar добио дијамантски сертификат од Америчког удружења дискографских кућа, Кејти је постала први извођач који је у земљи добио три дијамантска сертификата за песем, уз синглове Firework и Dark Horse.

## Награде и номинације
| Год.  | Организација                         | Награда                             | Исход      | Реф.  |
| ----- | ------------------------------------ | ----------------------------------- | ---------- | ----- |
| 2014. | Музичке награде NRJ                  | Омиљена међународна песма           | Освојено   | [ 1 ] |
| 2014. | Поп музичке награде ASCAP            | Најизвођенија песма                 | Освојено   | [ 2 ] |
| 2014. | Билбордове музичке награде           | Песма са листе Top Hot 100          | Номинација | [ 3 ] |
| 2014. | Билбордове музичке награде           | Песма са Top Digital-а              | Номинација | [ 3 ] |
| 2014. | Билбордове музичке награде           | Песма са Top Radio-а                | Номинација | [ 3 ] |
| 2014. | Билбордове музичке награде           | најбољи стримовани спот             | Номинација | [ 3 ] |
| 2014. | Награде BMI                          | Награђивана песма                   | Освојено   | [ 4 ] |
| 2014. | Награде Греми                        | Песма године                        | Номинација | [ 5 ] |
| 2014. | Награде Греми                        | Најбоље поп соло извођење           | Номинација | [ 5 ] |
| 2014. | MTB видео музичке награде Јапана     | Спот године                         | Номинација | [ 6 ] |
| 2014. | MTB видео музичке награде Јапана     | Најбољи женски спот                 | Номинација | [ 6 ] |
| 2014. | Никелодионове награде по избору деце | Омиљена песма                       | Номинација | [ 7 ] |
| 2014. | Премиос хувентуд                     | Омиљена песма која није на шпанском | Номинација | [ 8 ] |
| 2014. | Музичке награде Radio Disney         | Песма године                        | Номинација | [ 9 ] |